# Цивик-центр (Манхэттен)
Цивик-центр (англ. Civic Center, дословно: «городской центр») — район в Нижнем Манхэттене. На западе Цивик-центр ограничен районом Трайбека, на севере — Сохо и Нолита, на востоке — проливом Ист-Ривер и Нижним Ист-Сайдом, на юге — Финансовым кварталом.

## Описание
В районе расположен комплекс зданий городского управления Нью-Йорка. В построенном в 1861—1872 годах здании Твидова суда с 2002 года располагается министерство образования Нью-Йорка. Здание суда по делам о наследстве, построенное в 1907 году, входит в Национальный реестр исторических мест. Возведённая в начале XIX века ратуша Нью-Йорка до сих пор является официальной резиденцией мэра и городского совета. Здание также входит в Национальный реестр исторических мест. Перед ратушей разбит Сити-Холл-парк площадью 3,5 Га. Около парка открыто несколько китайских ресторанов. В ещё одном парке района, площади Фоли, в ноябре 2011 года в рамках движения «Захвати Уолл-стрит» прошла многотысячная акция протеста. На этой площади расположено здание суда округа Нью-Йорк. В пределах Цивик-центра высится один из наиболее примечательных небоскрёбов Нью-Йорка, Вулворт-билдинг. Построенный в 1913 году, он на протяжении 27 лет оставался высочайшим зданием в мире. В расположенной между улицами Фултон- и Визи-стрит церкви Святого Павла 1794 года постройки молился ещё сам Джордж Вашингтон.
В 1991 году при освоении участка под постройку офисного здания на глубине 6 метров были обнаружены останки более 20 000 рабов. Как предполагается, это были негры, работавшие в доках и на постройке городских укреплений на месте нынешнего Уолл-стрит. До половины из погребённых были детьми возрастом до 12 лет. По мнению археолога Блэки (англ. Blakey), работавшего на раскопках, столь большая доля детей объясняется дешевизной и доступностью рабочей силы:

Похоже, что рабовладельцам было выгоднее изнурять людей до смерти и попросту заменять их, поэтому они старались нанимать как можно более молодых, но уже работоспособных африканцев.
Оригинальный текст (англ.)It seems that it was cost effective for slave traders to work people to death and then simply to replace them, so they sought to get Africans who were as young as possible, but ready to work.

В память об этих жертвах на месте захоронения останков свыше 400 рабов возведён национальный памятник. Неотъемлемой частью района является порт на Саут-стрит. Будучи важнейшим торгово-транспортным узлом в XIX веке, к середине XX порт пришёл в запустение. С 1980-х годов он является музеем и развлекательным центром.

### Население
В 2009 году в районе насчитывалось 41 602 жителя. В расовом соотношении значительную долю занимают азиаты. Средний доход на домашнее хозяйство был приблизительно на 20 % ниже, чем в среднем по городу: $40 104.

### Общественный транспорт
Под территорией Цивик-центра пролегает несколько маршрутов Нью-Йоркского метрополитена: 2, 3, 4, 5, 6, A, C, E и R. Кроме того, район обслуживается автобусными маршрутами M1, M6, M9, M15, M109 и M22.